# Mydlita
Mydlita (kaszub. Mëdlëta; niem. Buchwalde) – wieś kaszubska w Polsce, położona w województwie pomorskim, w powiecie bytowskim, w gminie Czarna Dąbrówka, na pograniczu Pojezierzy Kaszubskiego i Bytowskiego. Wieś jest siedzibą sołectwa Mydlita.
| SIMC    | Nazwa | Rodzaj     |
| ------- | ----- | ---------- |
| 0742233 | Rudka | przysiółek |

W latach 1975–1998 wieś należała administracyjnie do województwa słupskiego.